# 生きて、ふたたび 保護司・深谷善輔
『生きて、ふたたび 保護司・深谷善輔』（いきて ふたたび ほごし ふかやぜんすけ）は、2021年11月28日から毎週日曜 22時00分 - 22時49分にNHK BSプレミアムおよびNHK BS4Kの「プレミアムドラマ」で放送されたテレビドラマ。全8回。主演は舘ひろし。

## 概要
保護司は罪を償い、社会に復帰しようとする人々の「生き直し」を助ける日本独自の制度。保護司法第1条では「保護司は、社会奉仕の精神をもって、犯罪をした者の改善及び更生を助けるとともに、犯罪の予防のため世論の啓発に努め、もって地域社会の浄化をはかり、個人及び公共の福祉に寄与することを、その使命とする」と定められており、保護観察官と協力して保護観察や生活環境調整、犯罪予防活動などの活動を行う。
本作では高校の国語教師から保護司に転身した男性が、保護司として仮出所中の人々との交流を深めることによって自分自身の人生や全人格をかけた闘いに挑む姿を描く。映画『64-ロクヨン- 前編』で日本アカデミー賞優秀脚本賞を受賞した久松真一のオリジナル作品。
キャッチコピーは『その「罪」を、あなたは赦（ゆる）せますか? 』。

## キャスト

### 主要人物
深谷善輔
演 - 舘ひろし
長年勤めてきた高校の国語教師から転職した新米保護司。
深谷美晴
演 - 蓮佛美沙子
「週刊アトラス」の記者であり、深谷善輔の娘。
小山香苗
演 - 真矢ミキ
小山結子の娘。54歳。母親が弟を刺した事件(2017年11月)後、離婚。現在、配送センターとコンビニエンスストアで働く。
小山結子
演 - 浅丘ルリ子
息子を殺害した罪で服役していた女性。深谷善輔が保護司を担当する。

### その他
谷浩二郎
演 - 青柳翔
警視庁捜査一課の刑事で、階級は警部補。深谷美晴の大学時代(ラグビー部)の先輩。
平本啓一
演 - 小越勇輝
強盗致傷事件で服役中の囚人。深谷善輔が勤めていた曙高校のラグビー部員だった。深谷善輔は平本啓一の起こした事件をきっかけに保護司になった。
星野一平
演 - 村田雄浩
洋食キッチン「マイ・プレイス」の店主。
星野清美
演 - 濱田マリ
星野一平の妻。夫とともに「マイ・プレイス」で働く。
松川研
演 - 寺泉憲
喫茶「カサブランカ」の店主。
筒井友里
演 - 名倉七海
松川研の娘。父とともに「カサブランカ」で働く。
澤井雄藏
演 - 不破万作
前科23犯の元窃盗犯であり、深谷善輔にとって初めての保護観察対象者。現在、町の清掃活動などを行っている。
信田寛治
演 - 泉谷しげる
信田神輿製作所の親方であり、深谷善輔の旧友。
古澤唯行
演 - 前田航基
深谷善輔の保護観察対象者。信田神輿製作所で働く。
佐山光芳
演 - 池田努
保護観察官。
田村智子
演 - 飯沼千恵子
『週刊アトラス』編集長。深谷美晴の上司。
久保浩平
演 - 時任勇気
『週刊アトラス』編集部の記者。
脇田達夫
演 - 濱津隆之
『週刊アトラス』編集部の記者。
黒田充治
演 - 安藤理樹
『週刊アトラス』編集部の記者。
山本恵美
演 - 小早川真由
『週刊アトラス』編集部の記者。
中井かよこ
演 - 秋里由佳
『週刊アトラス』編集部の記者。
九條輝夫
演 - 石橋蓮司
引退した元保護司。保護司になる前は都立高校教師。35年間保護司として活動。深谷善輔の卒業した高校のラグビー部監督だった。
須藤保
演 - 脇知弘
九條輝夫の元保護観察対象者。強盗殺人で懲役13年の刑で服役した。現在は工場労働者。
北川珠美
演 - 笛木優子
レストラン『フェ・メゾン』のマスター(3年前に死去)の娘。小山結子の身元引受人を依頼されていたが拒否した。
福島庄司
演 - 田中偉登
17歳。深谷善輔の保護観察対象者。特殊犯罪詐欺の「受け子」として逮捕される。未遂で初犯だったため、家裁で保護観察処分となり20歳までの3年間保護観察を受けることに。
福島和之
演 - 高橋洋
福島庄司の父親。
福島美奈子
演 - 原扶貴子
福島庄司の母親。
本城麗子
演 - 小林綾子
深谷善輔の保護観察対象者。結婚詐欺をして服役していた。
三井史織
演 - 平澤宏々路
小山香苗の娘。小山結子の孫。中学生、合唱部。千葉県に住む。
三島祥子
演 - 大沢あかね
須藤保の幼馴染。

## スタッフ
- 作 - 久松真一
- 共同脚本 - 武居秀剋（5話）、西井史子（6話）
- 演出 - 藤井裕也（AX-ON）、初山恭洋
- 取材協力 - 法務省・保護局
- 保護司考証 - 鈴木文男
- 警察監修 - 尾崎祐司
- 法律監修 - 石井誠一郎
- 音楽 - 飯田俊明
- アクション指導 - 佐々木修平
- 制作統括 - 柴田直之（NHK編成局コンテンツ開発センター）、坂部康二（NHKエンタープライズ）、藤田裕一（ロビー・ピクチャーズ）
- プロデューサー - 小嶋克己、篠原圭（NHKエンタープライズ）
- 制作 - NHKエンタープライズ
- 制作著作 - NHK、ロビー・ピクチャーズ

## 放送日程
| 話数  | 放送日   | サブタイトル | 脚本     |
| ----- | -------- | ------------ | -------- |
| 第1話 | 11月28日 |              | 久松真一 |
| 第2話 | 12月05日 |              | 久松真一 |
| 第3話 | 12月12日 |              | 久松真一 |
| 第4話 | 12月19日 |              | 久松真一 |